# 晴門田
晴門田（はれもんだ）は、福島県郡山市に所在する字である。郵便番号は963-8871。

## 地理
郡山市役所本庁所管地域である市街中心部に属し、住所としては「郡山市字晴門田」と表記される。北で兵庫田、東で方八町、松木町、南東角で古舘、南で古舘町、西で本町とそれぞれ隣接する。東日本旅客鉄道（JR東日本）郡山駅西口市街地のうち、住居表示の行われなかった線路沿いの地区の中南部に位置する区域である。ほとんどを線路用地が占め、残りの区画に集合住宅が2棟立地する。堤下町に所在する郡山警察署古舘交番、および堂前町に所在する郡山消防署本署がそれぞれ管轄にあたる。

## 世帯数と人口
2024年1月1日現在の世帯数と人口は以下の通りである。
| 字     | 世帯数 | 人口 |
| ------ | ------ | ---- |
| 晴門田 | 94世帯 | 94人 |

## 小・中学校の学区
市立小・中学校に通う場合、学区は以下の通りとなる。
| 番地 | 小学校           | 中学校                 |
| ---- | ---------------- | ---------------------- |
| 全域 | 郡山市立橘小学校 | 郡山市立郡山第三中学校 |

※隣接する本町20番地に準拠

## 交通

### 鉄道
東日本旅客鉄道（JR東日本）
- 東北新幹線
- 東北本線

### 道路
- 一般市道本町一丁目5号線

## 施設等
- D'グラフォートサウスマークタワー
- JR東日本 郡山寮